# طوبين طويل الذيل
الطوبين طويل الذيل (الاسم العلمي: Scaptonyx fusicaudus)، هو نوع أحادي الطراز من الطوبين تابع لفصيلة الطوبينيات. يتواجد في الصين وفيتنام وميانمار.